# Mundo Segundo
Mundo Segundo (nascido Edmundo Silva, Porto, Vila Nova de Gaia, 1978) é um MC, produtor e ex b-boy português. É uma figura incontornável do hip-hop e um dos mais ativos embaixadores do movimento em Portugal, sendo mais conhecido por ser um dos MC's da banda Dealema.

## Discografia

### Solo
| Ano  | Título                                  | Gravação |
| ---- | --------------------------------------- | -------- |
| 2002 | Roka Forte (vol. 1)                     |          |
| 2006 | S.O.M. - Sólida Oportunidade de Mudança |          |
| 2008 | Mundo Segundo (vol. 1)                  | mixtape  |
| 2011 | Mundo Segundo (vol. 2)                  | mixtape  |
| 2014 | Segundo o Ancião                        | LP       |
| 2017 | Sempre Grato                            |          |

### Dealema
| Ano  | Título                 | Gravação |
| ---- | ---------------------- | -------- |
| 1996 | O Expresso do Submundo | EP       |
| 2003 | Dealema                | LP       |
| 2008 | V Império              | LP       |
| 2010 | Arte de Viver          | EP       |
| 2011 | A Grande Tribulação    | LP       |
| 2013 | Alvorada da Alma       | LP       |

### Mundo Segundo e Each
| Ano  | Título         | Gravação |
| ---- | -------------- | -------- |
| 2011 | Mundo & Eachvv | mixtape  |

### Terrorismo Sónico
| Ano  | Título     | Gravação |
| ---- | ---------- | -------- |
| 2001 | 1º Assalto |          |
| 2011 | 2º Assalto |          |

### Sindicato Sonoro
| Ano  | Título         | Gravação |
| ---- | -------------- | -------- |
| 2006 | Tempo d'Antena |          |
| 2011 | Não Há Crise   |          |

### Real Companhia
| Ano  | Título             | Gravação |
| ---- | ------------------ | -------- |
| 2008 | Cave Real (vol. 1) | EP       |
| 2008 | Classe Operária    | EP       |

### Mundo e DJ Nel'Assassin
| Ano  | Título    | Gravação |
| ---- | --------- | -------- |
| 2009 | Pioneiros | mixtape  |